# Козлодуй
Козлоду́й (болг. Козлодуй) — місто в Врачанській області Болгарії. Адміністративний центр громади Козлодуй.

## Географія
Козлодуй розташований в Дунайській рівнині, на 7 км від впадіння Огости в Дунай, на родючій житниці Болгарії під назвою «Златія». Проти міста є другий за величиною болгарський острів.
У Козлодуйському районі існує велике природне розмаїття птахів і рослин. Функціонуюче відділення БДПБ в місті регулярно організовує заходи, пов'язані з орнітологією. Різні екологічні та природничі клуби в школах також організовують акції дослідження та природоохоронні заходи в цьому районі.

## Історія
Століттями на цьому узбережжі Дунаю жили фракійці, слов'яни і болгари, створюючи власний спосіб життя і культуру. Сліди фракійського поселення першого тисячоліття до нашої ери знайдені у вигляді надгробків. Пізніше в цих місцях проходить велика римська дорога Дунаю. Про це свідчать залишки римських замків Магура піатра (або Регіанум), Каміструм і Августа.
У цьому регіоні знаходяться три історичні окопи, згодом названі Ломським, Островським і Козлодуйським, де розміщався військовий гарнізон Аспаруха.
Перше відоме письмове свідчення про існування села з подібною назвою в Никопольському санджаку дають «іджмальські» дефтори 15 століття. В інвентарізації санджака, що проходив близько 1483 року для населених пунктів у згаданій Чибрі (Цибар) зафіксовано:
«Село Койдозлу, що належить до Чибрі, домогосподарства 8.
……
Село Бутанофче, що належить до Чибрі, домогосподарств 6.
Село Хайреддін, що належить до Чибрі, домогосподарств 4.»
Відомо, що Козлодуй датується 16 століттям, що свідчить про постійне заселення населеного пункту.
У вісімнадцятому столітті, село позначено як Котозлук і Козлудере (низький дол), а пізніше — Козлодуй (кут льоду).
Назва села Козлодуй та відомості про нього надруковані болгарською мовою в журналі «Летоструй» у календарі 1873 року, виданому у Відні. Дані наведені в статистичній таблиці Оряхівського району від Врачанської єпархії. Про село Козлодуй в 1873 році написано кирилицею:
Селище — Козлодуй
Національність — Влахи
Будинки — 320
Венчила — 401
Церкви — Св. Трійця
Ім'я священика — Рад. Георгієв і Дим. Наков
17 травня 1876 року на узбережжі біля Козлодуя з корабля «Радецький» спускається загін Христо Ботева.
23 листопада 1877 року 8-й кавалерійський полк з командувачем Олександром Перцем звільнив Козлодуй з-під османського правління.
Влітку 1950 року, під час колективізації, близько 600 осіб з села зробили невдалу спробу вийти з раніше створеного трудового кооперативу. У Козлодуй був спрямований заступник міністра сільського господарства Стоян Сюлемезов, який намагається їх відмовити. Його прибуття викликало стихійну демонстрацію, вікна муніципалітету були розбиті і була розправи над Сюлемезовим. Натовп розсіяли зброєю, а десятки селян були арештовані і засуджені. Пізніше учасники Горянського руху також намагалися організувати подібні події.
6 квітня 1970 р. початок будівництва Першої АЕС «Козлодуй».
31 грудня 2004 року Декретом Національної Асамблеї були зняті з експлуатації енергоблоки № 1 та 2 АЕС «Козлодуй».
На 31 грудня 2006 року 3 та 4 енергоблоки АЕС Козлодуй були зняті з експлуатації.

## Населення
Населення міста складає 13 771 мешканців за даними від 15 червня 2013 року. Це другий за кількістю мешканців населений пункт області після Враци. У 1969 році Козлодуй отримав статус міста.
У Козлодуї живуть переважно болгари, є також волохи, роми, росіяни, українці, в'єтнамці, турки та інші.
Національний склад населення міста:
| Національність   | Кількість осіб | Відсоток |
| ---------------- | -------------- | -------- |
| болгари          | 10966          | 97,6 %   |
| цигани           | 136            | 1,2 %    |
| турки            | 24             | 0,2 %    |
| інша             | 55             | 0,5 %    |
| не визначились   | 56             | 0,5 %    |
| Всього відповіли | 11237          |          |

Розподіл населення за віком у 2011 році:
Динаміка населення:

## Економіка

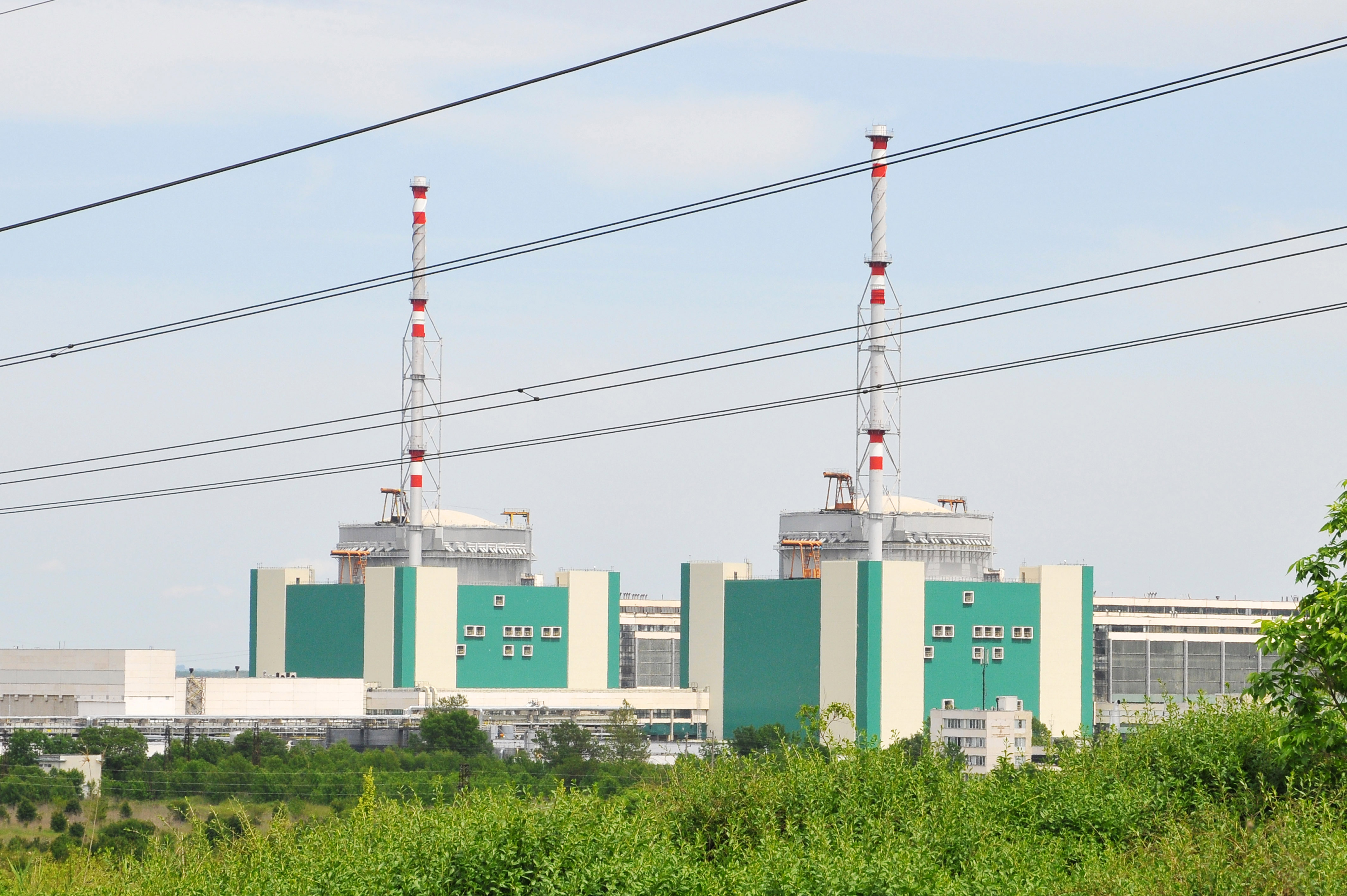
АЕС Козлодуй

Місто має велике економічне значення завдяки функціонуванню АЕС Козлодуй. Населення міста переважно зайняті на АЕС Козлодуй та Державному підприємстві «Радіоактивні відходи».

## Інфраструктура
Школи
На території міста функціонують чотири школи:
- Вища школа «Христо Ботев»
- Вища школа «Св. Кирила і Мефодія» (Козлодуй)
- Професійна вища школа ядерної енергетики «Ігор Курчатов»
- Початкова школа «Василь Левський»

На території міста діють 4 дитячих сади.

## Культура

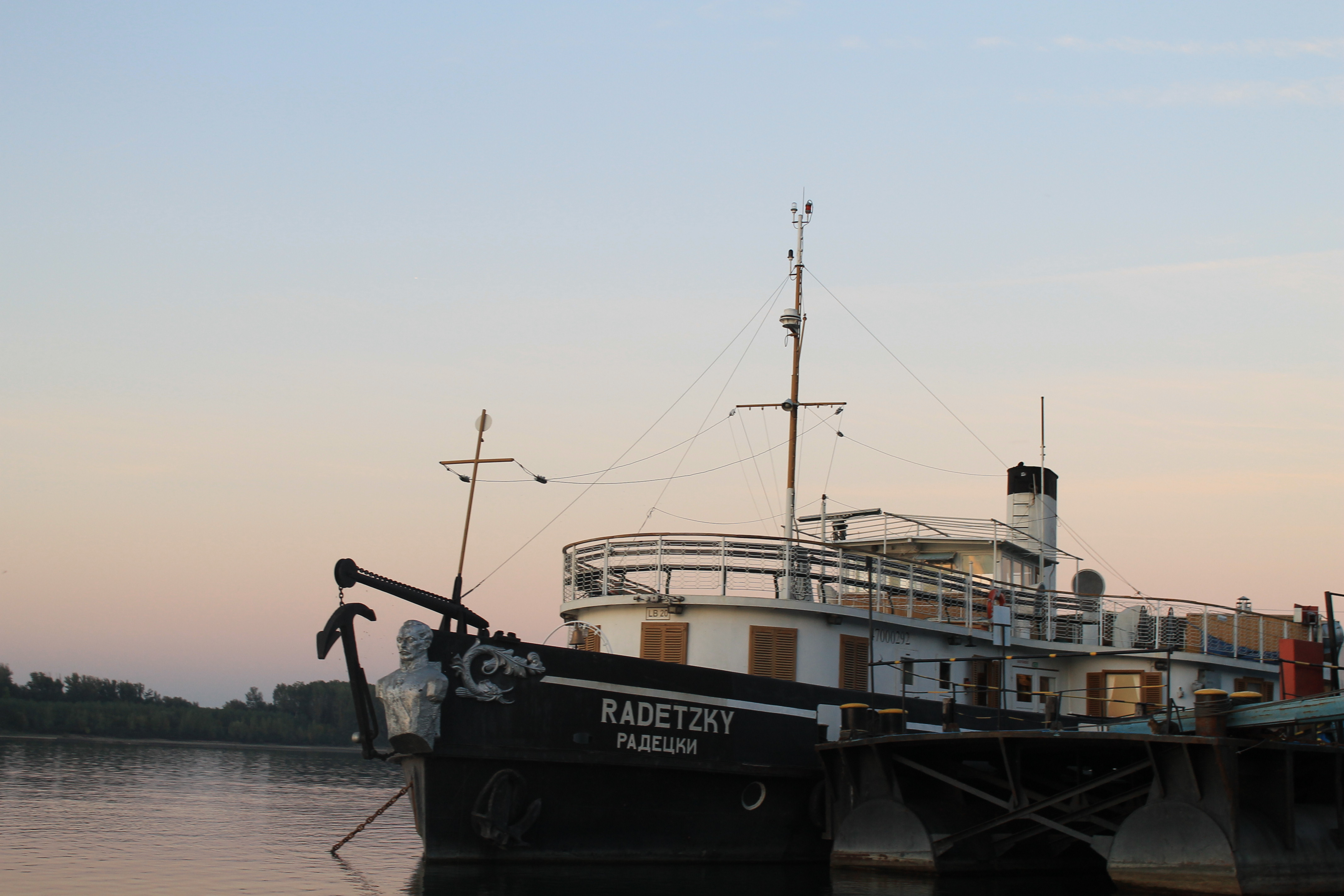
Корабель Радецький

У Козлодуї знаходяться наступні пам'ятки 100 туристичних об'єктів Болгарського туристичного союзу: Національний музей «Пароплав Радецький». Корабель також пропонує спальні каюти.
У муніципалітеті Козлодуй туристична діяльність пов'язана швидше з наданням можливостей для відпочинку і розваг для мешканців на її території. Існують дві великі туристичні поїздки, маршрут яких проходить по общині — національний туристичний похід «По стопах Ботевого загіну — Козлодуй-Околчиця» та Міжнародної водний похід по річці Дунай.
Іконостас храму Святої Трійці є роботою майстрів Дебори з роду Філіпови. У 2018 році церква визнана пам'яткою культури місцевого значення.

### Театри

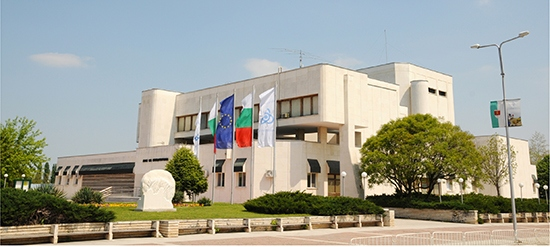
Культурний центр для мешканців і гостей Козлодую

Відома діяльність Товариства молодіжного театру «3 — 4!» міського дитячого комплексу. Окрім театральних вистав, молодь у Козлодуї виступає з піснями, танцями і т. ін. Досить популярними є «Домініка», «Робінзон» і кілька балетів.
На території міста є:
- «Будинок енергетиків»
- Громадський центр «Христо Ботев»

### Музеї
Національний музей «Пароплав Радецький». Він підпорядкований Міністерству культури і фінансується ним.
Музей «Пароплав Радецький» був створений наказом № 5 Ради Міністрів Республіки Болгарія від 16 травня 1962 року. Його реставрація розпочалася у травні 1966 року і пройшла кілька етапів. Судно розташоване у порту Козлодуя. З 1993 року організовує подорожі в акваторії між портами по всій Болгарській ділянці Дунаю.
Судно пропонує розміщення на 40 осіб, першокласний салон з експозицією, придатний для проведення культурних заходів, ділових зустрічей, концертів та багато іншого.

### Спорт
Плавальний клуб «Атомік» від АЕС Козлодуй.
Місцева футбольна команда Ботев Козлодуй грає в «Б» РПГ.
Щорічно в липні в Козлодуї проходить тенісний турнір.
Є також клуб дзюдо — «Олімпія».
Клуб таеквон-до Оренда також займається спортом. Клуб існує з 1995 року.

### Регулярні події
- 27 травня — Христо Ботев і його загін зійшли на пляж Козлодуй. Свято відзначається урочистим феєрверком.
- 19 червня — День енергетика
- 29 червня — День Дунаю — цього дня корабель «Радецький» плаває одну годину (безкоштовно)

## Особи
Народилися в Козлодуї
- Величко Добрев, болгарський вчений і мікробіолог
- Зорцелін Мінков, болгарський актор
- Румен Трифонов, болгарський футболіст
- Юлія Юревич, болгарська модель українського походження